# Invariância de escala

O Processo de Wiener é uma invariância de escala.

Em física, matemática, estatística e economia, invariância de escala é uma característica de objetos ou leis que não mudam se as escalas de comprimento, energia, ou outras variáveis, são multiplicadas por um fator comum. O termo técnico para esta transformação é uma dilatação, e as dilatações também podem formar parte de uma simetria conforme maior.